# Wrist
Wrist település Németországban, Schleswig-Holstein tartományban. Lakosainak száma 2432 fő (2023. december 31.).

## Népesség
A település népességének változása:
| Lakosok száma | 2140 | 2396 | 2363 | 2374 | 2465 | 2432 |
|               | 1975 | 2017 | 2019 | 2021 | 2022 | 2023 |